# Gräberfeld Kasakulle

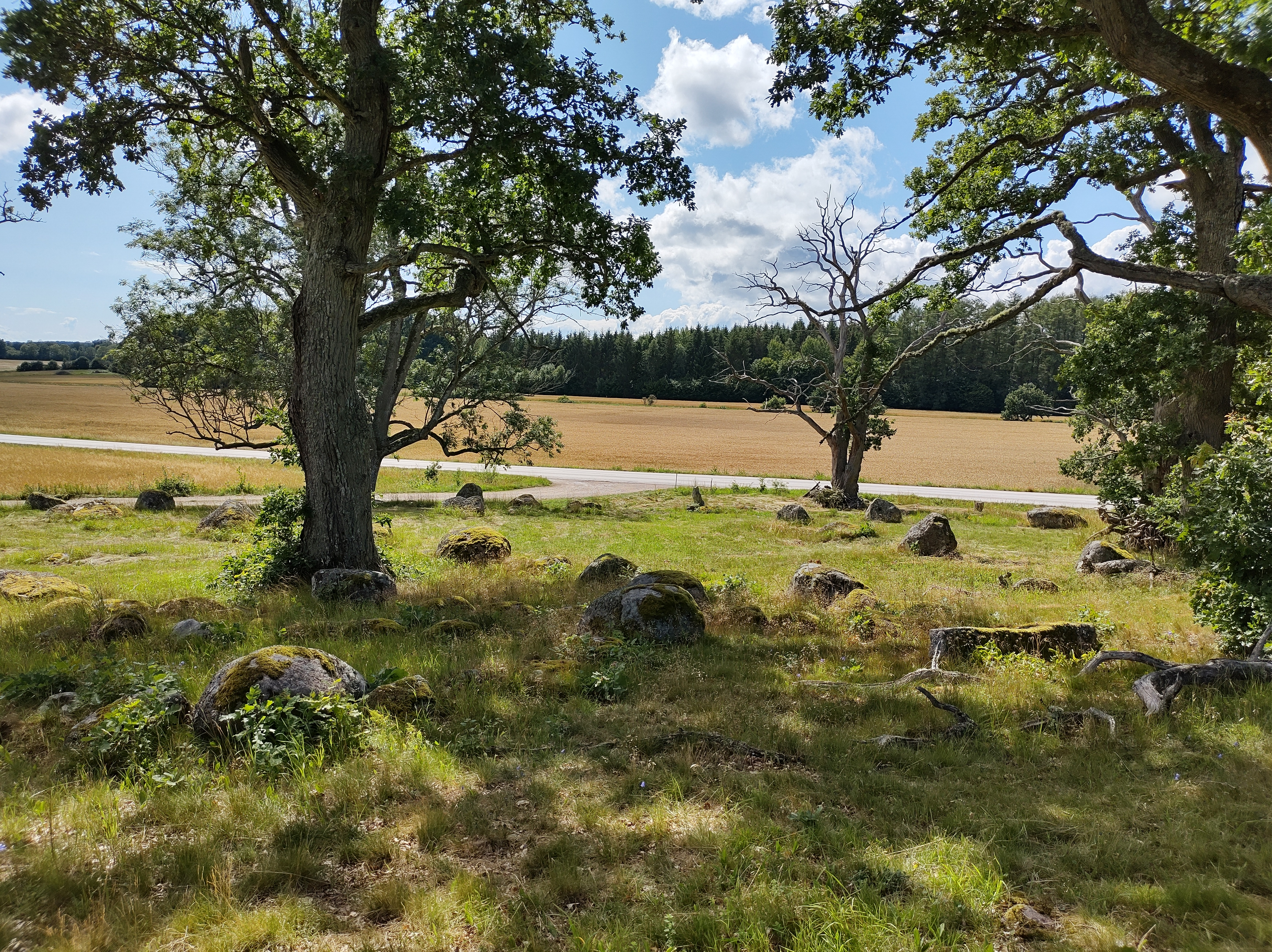
Gräberfeld Kasakulle

Das Gräberfeld Kasakulle bei Ronneby in der schwedischen Provinz Blekinge län und der historischen Provinz Blekinge liegt etwa 1,5 Kilometer entfernt vom Gräberfeld Hammarskulle und mehr als einen Kilometer nördlich von Johannishus slott. Es datiert in die frühe Eisenzeit.
Auf dem beidseitig der Straße liegenden, stark mit Gras bewachsenen Gräberfeld befinden sich etwa 85 Objekte. Dazu gehören 25 rechteckige Steinsetzungen, etwa 15 Bautasteine, 10 Schiffssetzungen und acht Treudds sowie 28 Grabhügel. Die größte Schiffssetzung ist etwa 34,0 Meter lang und sieben Meter breit und besteht aus bis zu einem Meter hohen Steinen. Das Gräberfeld wurde 1885, 1927, 1974 und 1978 archäologisch untersucht.
Etwa 1,5 km südlich, an der Abzweigung nach Johannishus slott, liegen eine Schiffssetzung aus großen Blöcken und der Steinkreis Sju konunga-stenar (dt. Sieben-Königs-Steine).